# Constantin Frățilă
Constantin Frățilă (né le 1er octobre 1942 à Bucarest et mort le 21 octobre 2016 dans la même ville) est un footballeur international roumain.

## Palmarès

### Club

#### Dinamo București
- Championnat de Roumanie : 1961-62, 1962–63, 1963–64, 1964–65
- Coupe de Roumanie : 1963-64, 1967–68

#### Argeș Pitești
- Championnat de Roumanie : 1971-72

#### Omonia Nicosie
- Championnat de Chypre : 1974
- Coupe de Chypre :  1973-74